# Альценау
Альценау (нем. Alzenau) — город и городская община в Германии, расположен в земле Бавария. 
Подчинён административному округу Нижняя Франкония. Входит в состав района Ашаффенбург.  Население составляет 18 697 человек (на 31 декабря 2010 года). Занимает площадь 59,33 км². Официальный код  —  09 6 71 111.
Город подразделяется на 6 городских районов.

## Фотогалерея

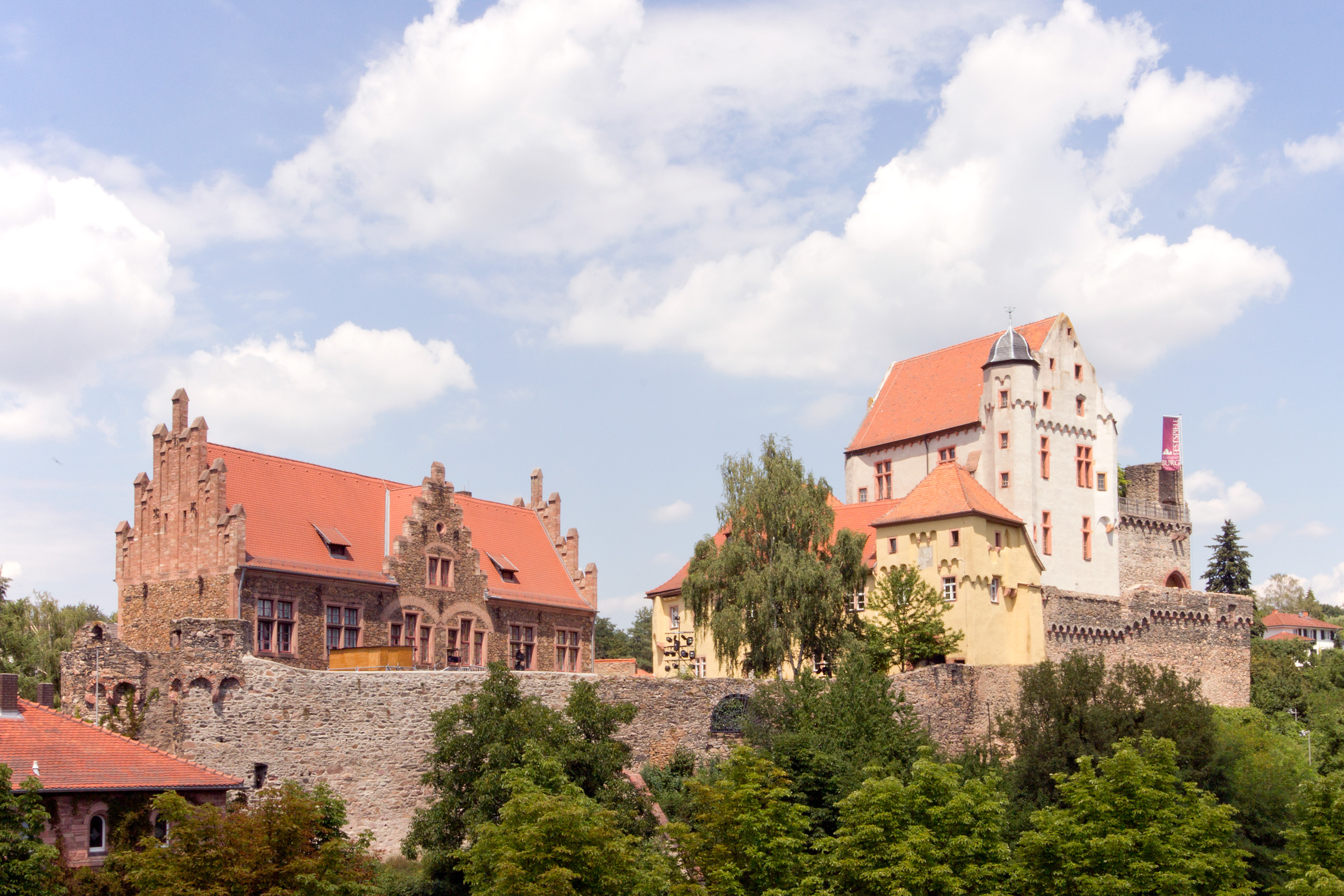
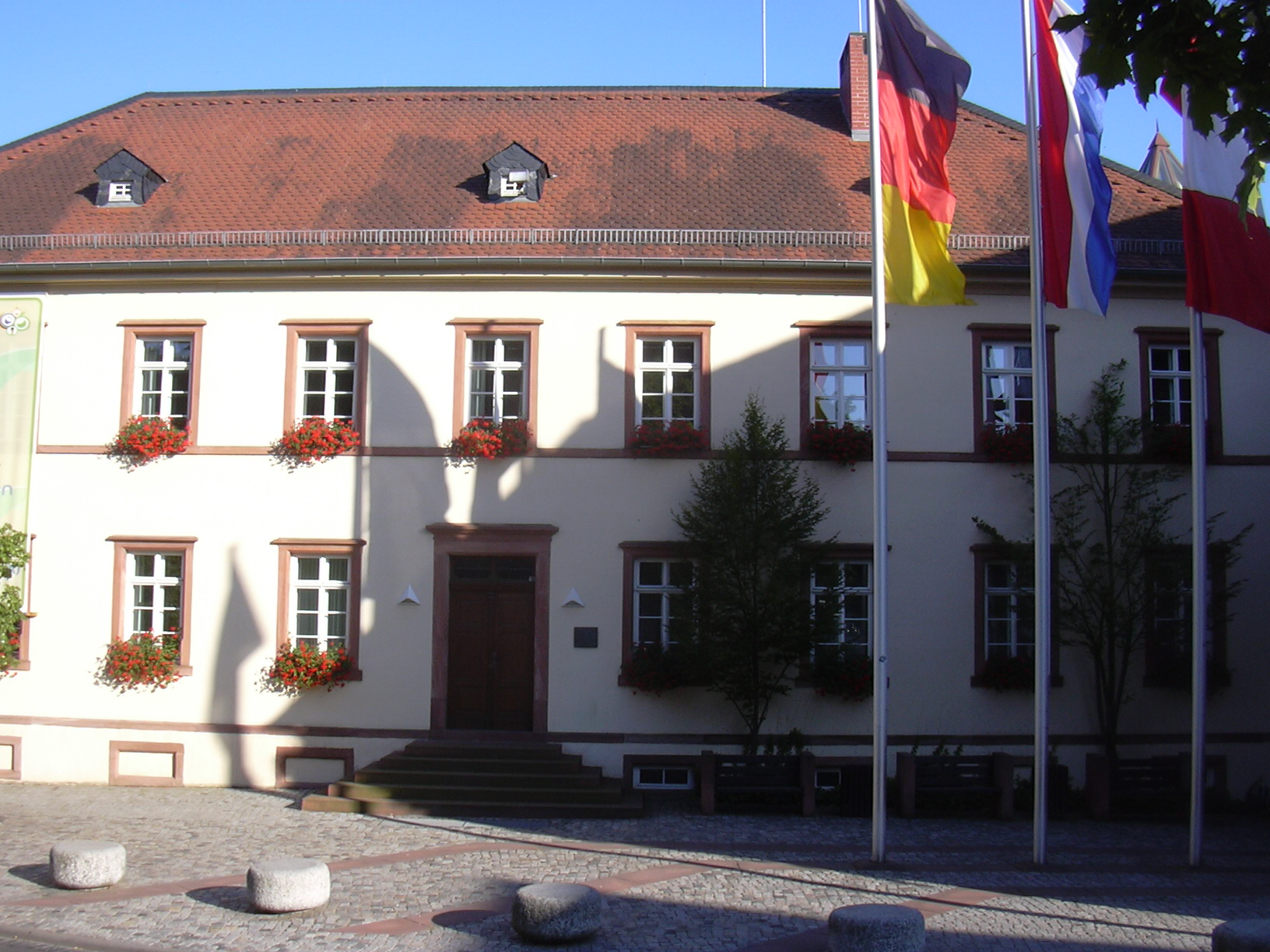
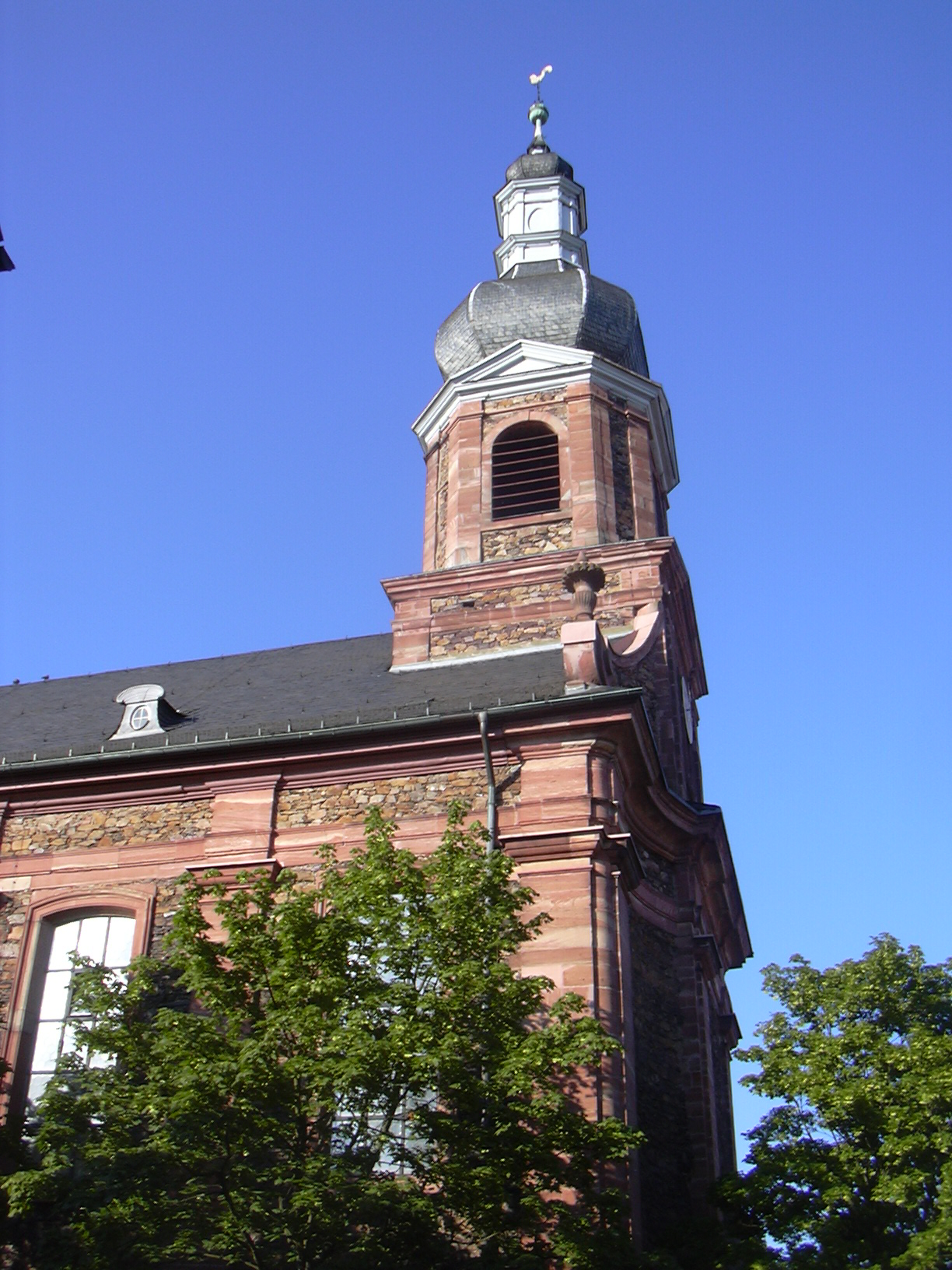
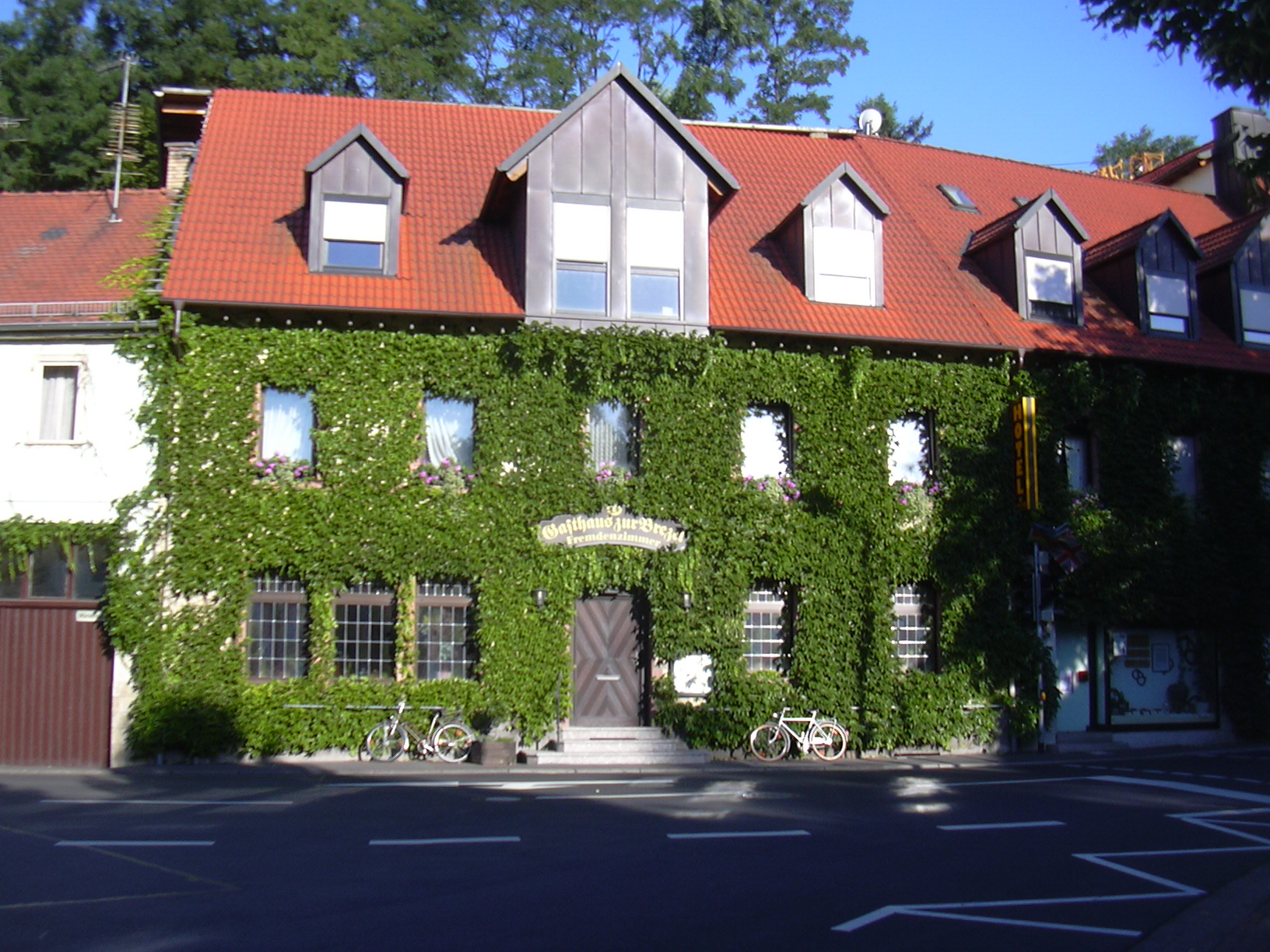

## Население
По оценке на 31 декабря 2015 года население общины Альценау составляет 18 839 чел. 

| Дата      | 1840 | 1871 | 1900 | 1925 | 1939 | 1950  | 1961  | 1970  | 1987  | 2011  |
| --------- | ---- | ---- | ---- | ---- | ---- | ----- | ----- | ----- | ----- | ----- |
| Население | 4414 | 4401 | 5323 | 7207 | 7938 | 10368 | 11603 | 13567 | 15711 | 18646 |

| Год       | 1960  | 1970  | 1980  | 1990  | 2000  | 2009  | 2010  | 2011  | 2012  | 2013  | 2014  | 2015  |
| --------- | ----- | ----- | ----- | ----- | ----- | ----- | ----- | ----- | ----- | ----- | ----- | ----- |
| Население | 11461 | 13746 | 14726 | 16957 | 18819 | 18777 | 18697 | 18535 | 18952 | 19062 | 18860 | 18839 |